# هونگنروت
هونگنروت (به آلمانی: Hungenroth) یک شهر در آلمان است که در راین-هونسروک واقع شده‌است. هونگنروت ۲۴۶ نفر جمعیت دارد.